# Vincent Schweiger
Vincent Schweiger (* 7. Oktober 1996 in Wien) ist ein ehemaliger österreichischer Handballspieler.

## Karriere
Schweiger begann 2006/07 als 11-Jähriger beim Handballclubs Fivers Margareten Handball zu spielen. Der Kreisläufer durchlief sämtliche Altersstufen bei den Wienern. Während dieser Zeit besuchte der Rechtshänder, gemeinsam mit Nikola Bilyk, eine Klasse im Schulleistungssportzentrum Wien West. Ab 2013/14 lief Schweiger für die zweite Mannschaft der Fivers in der Handball Bundesliga Austria auf. 2015/16 unterschrieb der Wiener seinen ersten Profivertrag bei den Margeretnern. 2015/16 und 2016/17 konnte sich Schweiger mit dem Team den Cup-Titel, sowie 2015/16 und 2017/18 die österreichische Meisterschaft sichern. Nach der Saison 2022/23 beendete Schweiger seine Karriere.

## Saisonbilanzen

### HLA
| 2014/15   | Handballclub Fivers Margareten                                  | HBA                                                             | 6                                                               | 0/1                                                             | 6                                                               |                                                                 |                                                                 |                                                                 |                                                                 |                                                                 |
| 2015/16   | Handballclub Fivers Margareten                                  | HBA                                                             | 17                                                              | 0/0                                                             | 17                                                              |                                                                 |                                                                 |                                                                 |                                                                 |                                                                 |
| 2016/17   | Handballclub Fivers Margareten                                  | HBA                                                             | 91                                                              | 0/0                                                             | 91                                                              |                                                                 |                                                                 |                                                                 |                                                                 |                                                                 |
| 2017/18   | Handballclub Fivers Margareten                                  | HBA                                                             | 66                                                              | 0/0                                                             | 66                                                              |                                                                 |                                                                 |                                                                 |                                                                 |                                                                 |
| 2018/19   | Handballclub Fivers Margareten                                  | HBA                                                             | 70                                                              | 22/28                                                           | 48                                                              |                                                                 |                                                                 |                                                                 |                                                                 |                                                                 |
| 2019/20   | Saison aufgrund der COVID-19-Pandemie in Österreich abgebrochen | Saison aufgrund der COVID-19-Pandemie in Österreich abgebrochen | Saison aufgrund der COVID-19-Pandemie in Österreich abgebrochen | Saison aufgrund der COVID-19-Pandemie in Österreich abgebrochen | Saison aufgrund der COVID-19-Pandemie in Österreich abgebrochen | Saison aufgrund der COVID-19-Pandemie in Österreich abgebrochen | Saison aufgrund der COVID-19-Pandemie in Österreich abgebrochen | Saison aufgrund der COVID-19-Pandemie in Österreich abgebrochen | Saison aufgrund der COVID-19-Pandemie in Österreich abgebrochen | Saison aufgrund der COVID-19-Pandemie in Österreich abgebrochen |
| 2020/21   | Handballclub Fivers Margareten                                  | HBA                                                             | 47                                                              | 0/0                                                             | 47                                                              |                                                                 |                                                                 |                                                                 |                                                                 |                                                                 |
| 2014–2021 | gesamt                                                          | HBA                                                             | 297                                                             | 22/29 ( 76 %)                                                   | 275                                                             |                                                                 |                                                                 |                                                                 |                                                                 |                                                                 |

### HBA
| Saison    | Verein                         | Spielklasse | Tore | 7-Meter | Feldtore |
| --------- | ------------------------------ | ----------- | ---- | ------- | -------- |
| 2013/14   | Handballclub Fivers Margareten | HBA         | 16   | 0/0     | 16       |
| 2014/15   | Handballclub Fivers Margareten | HBA         | 49   | 0/0     | 49       |
| 2015/16   | Handballclub Fivers Margareten | HBA         | 106  | 0/0     | 106      |
| 2013–2016 | gesamt                         | HBA         | 171  | 0/0     | 171      |

## Erfolge
- 2× Österreichischer Meister 2015/16, 2017/18
- 3× Österreichischer Pokalsieger 2015/16, 2016/17, 2020/21